# 金藤晃一
金藤　晃一（きんとう こういち、1967年 - ）は、日本のカウンセラー。IBC岩手放送のラジオ番組『やさしいカウンセリング講座』のパーソナリティ。全国の学校等で講演活動も行っている。

## 経歴
山形県生まれ。山形県立米沢興譲館高等学校、山形大学人文学部卒業。その後、カウンセラーとなった。
高校生の時、不登校を経験した。その際、カウンセラーでもある田中信生にカウンセリングを受け、高校に復帰した。
その経験を生かし各地の学校等で「不登校は僕の最高の青春」と題して講演をしている。川西町家庭教育アドバイザー歴任。

## 現在
*IBC岩手放送の「やさしいカウンセリング講座」のパーソナリティ
トータル・カウンセリング・スクール講師

## カウンセラー
現在、カウンセラーとして不登校やうつ病、拒食症、など多くの心病む人へのカウンセリングを行う。

## 著作

### 単著
- 『つまずいたら、いつもの逆をやってみよう　１分で心がラクになる５０の心理ルール』（大和出版 ／2014年）

### CD
- 『やさしいカウンセリング教室』Vol.1～こじれるやりとり解消法（交流分析・ゲーム）～（IBC開発センター）
- 『やさしいカウンセリング教室』Vol.２～やる気を引き出すコミュニケーション術（職場＆家庭編）～（IBC開発センター）
- 『やさしいカウンセリング教室』Vol.３～うつからの解放　じょうずな心の休ませ方～（IBC開発センター）
- 『やさしいカウンセリング教室』Vol.４～くじけた心の癒し方～（IBC開発センター）